# Jimmy Destri
James Destri, soprannominato Jimmy Destri (Brooklyn, 13 aprile 1954), è un tastierista statunitense, componente del gruppo Blondie con Chris Stein e Deborah Harry, oltre ad esserne il principale autore di canzoni.
Nonostante abbia smesso di andare in tour nel 2004, è ancora ufficialmente componente del gruppo. Ha anche pubblicato un album da solista, Heart on a Wall, nel 1981.